# Tanjung Neraca
Tanjung Neraca is een bestuurslaag in het regentschap Aceh Tamiang van de provincie Atjeh, Indonesië. Tanjung Neraca telt 847 inwoners (volkstelling 2010).